# 北海道新聞
北海道新聞（ほっかいどうしんぶん）は、北海道札幌市に本社を置く株式会社北海道新聞社が発行する、北海道の朝刊単独の日刊新聞である。ブロック紙に分類される。発行部数は約71万部（2025年6月時点、日本ABC協会調べ）。

## 概要

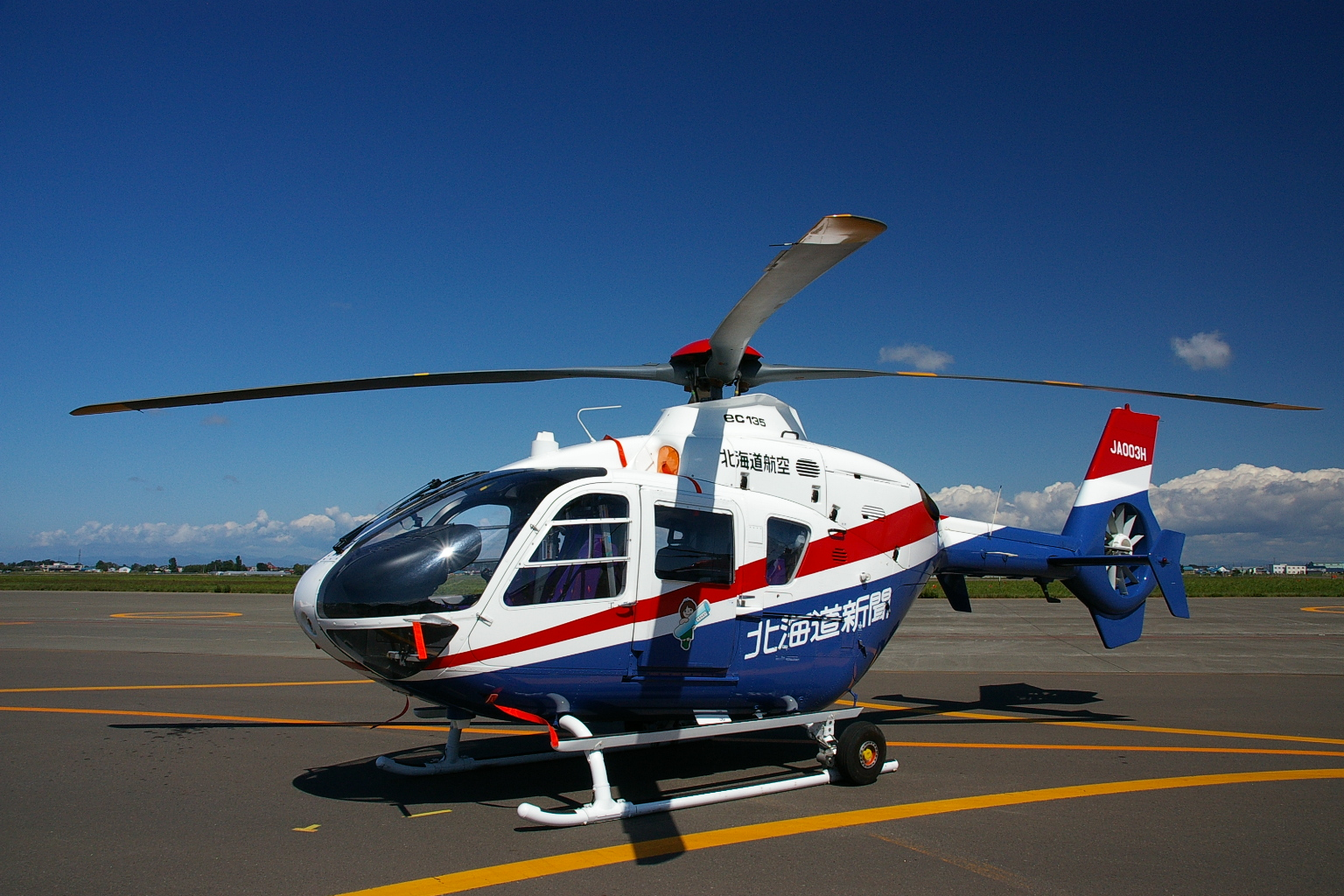
取材ヘリ（ユーロコプタードーファン）
北海道航空が運航

北海道新聞は、国家総動員法・新聞事業令に基づく新聞統制の結果、1942年に北海タイムス・小樽新聞・新函館・室蘭日報・旭川新聞・旭川タイムス・北見新聞・十勝毎日新聞・網走新報・釧路新聞・根室新聞（いずれも戦後創刊された同名紙とは無関係）の道内11紙が統合して誕生した。題字は中村春堂が揮毫し、加藤顕清が背景に北斗七星を加えたデザインを考案した。また統合による本紙の成立以前にも1892年に「根室新聞」が改称して翌年8月の「根室毎日新聞」への改称まで、木下成太郎の経営していた「北海道報」の後継紙として尾崎天風の経営により1920年から1937年にかけて「北海道新聞」の紙名を用いていた記録が残っている。
発行元である北海道新聞社の系列放送局（北海道放送 （HBC）、北海道文化放送（UHB）、テレビ北海道（TVh）、エフエム北海道（AIR-G'）を含めたネットワークによって、北海道のマスメディアで独占的な地位を確立し、発行部数もピーク時の2003年には約125万部を記録。その後は、他の新聞媒体と同じく漸減傾向にあり、2025年6月現在の発行部数は約71万部。2023年9月30日には夕刊の休刊に踏み切り、朝刊単独紙へ移行した。また北海道新聞デジタルの会員数は2024年6月時点で紙面ビューアーコースのみで約22万人となっている。それでも北海道内の新聞購読世帯のシェアの大半を占め、大きな影響力を持つ。
全国的にみてもブロック紙の中では中日新聞に次ぐ規模で、東京でも中央省庁の全記者クラブに加盟してほぼ常駐する他、海外6都市の支局に記者を配置している。北海道新聞のCMは前述の系列放送局を含め、道内の民放テレビ・ラジオ全局と道内の一部ケーブルテレビ局・コミュニティ放送局で放送されている。

## 組織
2024年現在、編集局の組織は以下の通り。
札幌本社
報道センター、経済部、文化部、くらし報道部、運動部、写真部、編集本部、校閲部
北海道内支社
函館報道部、旭川報道部、釧路報道部、小樽報道部、室蘭報道部、帯広報道部、北見報道部、苫小牧報道部、岩見沢報道部
道内支局
森支局、八雲支局、木古内支局、江差支局、せたな支局、伊達支局、千歳支局、倶知安支局、余市支局、岩内支局、江別支局、栗山支局、夕張支局、滝川支局、芦別支局、静内支局、浦河支局、深川支局、士別支局、名寄支局、稚内支局、枝幸支局、留萌支局、羽幌支局、天塩支局、遠軽支局、美幌支局、網走支局、紋別支局、富良野支局、新得支局、池田支局、本別支局、広尾支局、厚岸支局、弟子屈支局、根室支局、中標津支局
道外支社
東京報道センター、大阪報道部
海外駐在
モスクワ、北京、ソウル、ユジノサハリンスク、ワシントン

## 歴史

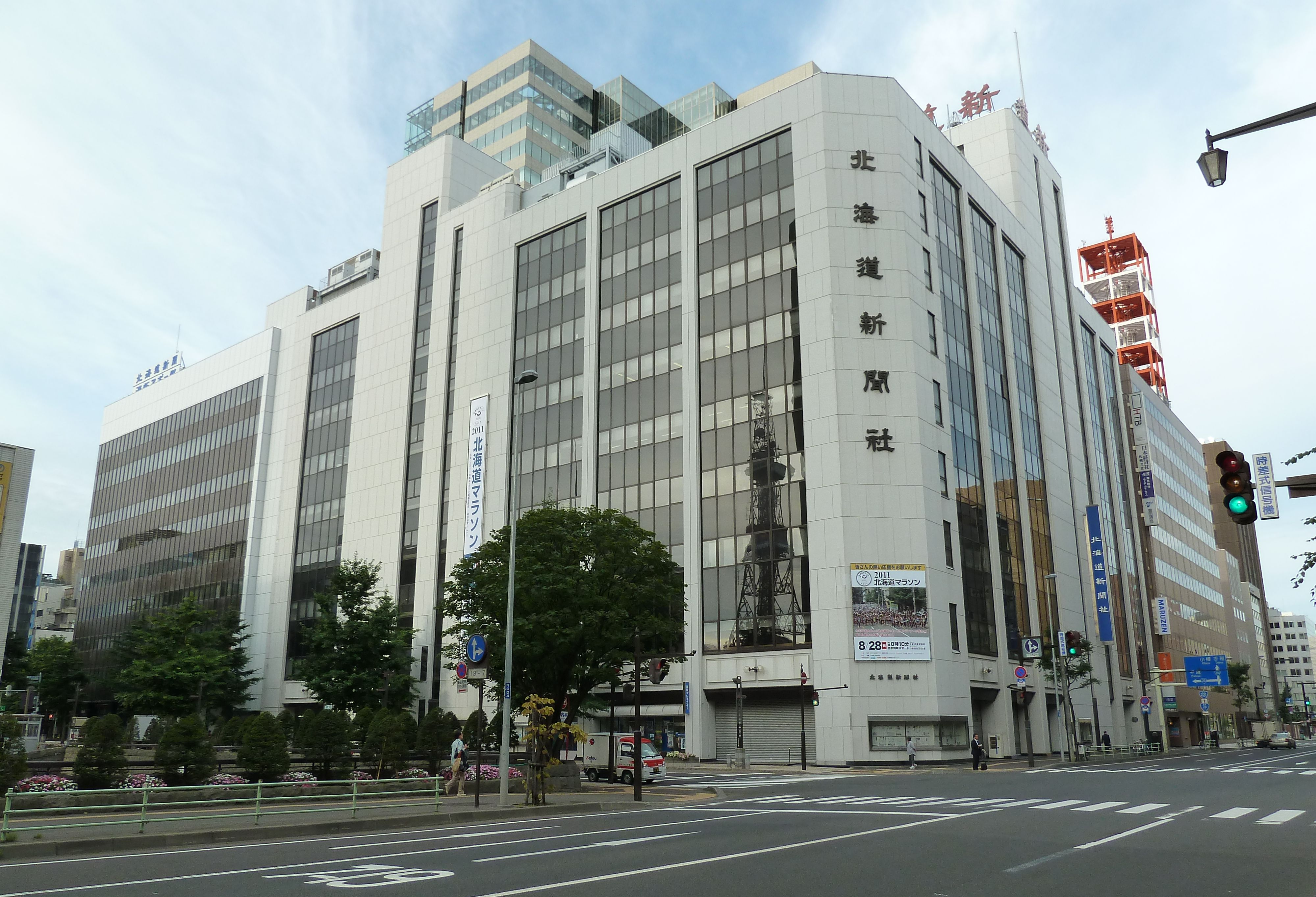
北海道新聞社2代目社屋（2024年廃止）

※ 社史：北海道新聞社（外部サイト）
- 1887年 1月20日 - 北海道新聞のルーツ紙の1つ「北海新聞」が札幌で創刊、同紙の創刊を創業年と位置づけている[9]。
- 1942年 11月1日 - 道内の11紙が「一県一紙」という国の方針により統合、北海道新聞が創刊。
- 1944年 3月6日 - 用紙節約で全国各紙とともに夕刊休止。
- 1946年
  - 2月21日 - 労働組合が経営管理を発表。同年6月22日、会社側が53人を処分[10]。
  - 8月26日 - 夕刊北海タイムス発刊。
  - 11月3日 - 北海道新聞文化賞制定を発表。
- 1950年3月28日 - 本社、旭川、釧路で「夕刊北海道新聞」を発行。
- 1952年5月1日 - 朝夕刊セット制を実施。
- 1954年8月21日 - 昭和天皇、香淳皇后が行幸啓[11]。
- 1963年10月1日 - 2代目本社新築落成[12]。
- 1968年10月9日 - ファクシミリ化完成、全道4カ所の紙面製作を本社に一元化。
- 1979年 - 朝刊100万部。
- 1985年7月27日 - 全面コンピューター製作（CTS）、鉛の活字消える。
- 1989年10月1日 - 全社カラー体制。
- 1992年3月23日 - 編集電子化システム始動。
- 1993年12月3日 - 朝刊120万部を達成。
- 1996年4月23日 - ホームページ開設。
- 1998年
  - 1月31日 - 本社大通工場の印刷業務終了。北海新聞以来の印刷に終止符。
  - 5月8日 - 紙齢2万号。
- 2000年12月4日 - 朝刊125万部を達成。
- 2004年
  - 8月29日 - 取材宣伝車「道新ぶんぶん号」誕生。
  - 10月4日 - 記者組み版システム（ELS）全面移行へ。
  - 10月14日 - 「道警裏金疑惑」取材班が、第52回菊池寛賞を受賞。
- 2006年 7月1日 - 店舗優待サービス「道新ぶんぶんクラブ」発足。
- 2012年
  - 10月15日 - 朝刊地方版の見開き2面カラー化完了。
- 2013年12月3日 - 夕刊コラム「まど」40周年。
- 2014年
  - 3月3日 - 紙面刷新。ニュース面と地方版の文字を一回り拡大、1面を12段組にし、1行の字数を10字から12字に増やして読みやすくした[13]。
  - 6月2日 - どうしん電子版スタート。
- 2015年3月7日 - 「道新こども新聞　週刊まなぶん」創刊。
- 2017年
  - 3月1日 - 紙面刷新。「読みやすく、わかりやすく」をキーワードに、1面を「5分でわかる」ニュースダイジェストにし、各面も刷新している[14]。
- 2018年
  - 4月1日 - 記事に記者の署名が入る（通信社からの配信記事を除く）[注 2]。
  - 10月23日 - 教育関係紙面を毎日掲載。
- 2020年
  - 2月22日 - 紙面刷新。朝刊1面の構成を一部変更。小説・どうしん川柳の掲載面を移動。
  - 10月1日 - 朝夕刊セットの月ぎめ購読料を4,037円から4,400円に値上げ。1994年6月以来、26年ぶりの値上げとなった。１部売りの定価は据え置いた[15]。
- 2022年
  - 7月1日 - この日の夕刊の記事から「黒電話マーク」を廃止[16]。
  - 11月1日 - 北海道新聞創刊80周年。
- 2023年
  - 1月10日 - ニュースサイト「北海道新聞デジタル」創刊。
  - 7月22日 - こども新聞サイト「まなぶんデジタル」開設。
  - 9月30日 - 夕刊を休刊[5][17][18]。夕刊休止に伴いそれまでセット版を発行していた地域について、10月1日から購読料は月額4,400円から3,800円に改定[19]。なお、元から統合版であった地域は3,800円のまま据え置き。
- 2024年
  - 4月30日 - 「札幌映画案内」の掲載を終了。
  - 6月1日 - 朝刊の購読料を月ぎめ3,800円から4,300円、1部売りを150円から180円に値上げ[注 3][20][21][22]
  - 11月1日 - 本社を札幌市中央区大通東4丁目1番地に移転[23]。

## 特色
1976年に函館空港で発生したベレンコ中尉亡命事件での亡命後の本人追跡インタビューや、1988年の韓国・ソウルの金浦国際空港爆破事件直後のスクープ写真、1989年には旧ソ連（現ロシア）の実効支配下の北方領土・国後島に西側報道機関で初めて取材を敢行するなど、全国紙に比してもロシアを中心に伝統的に極東報道に強い。

## 紙面
朝刊は休刊日（主に月曜日で前日の日曜日に新聞制作・発行を休止 そのほか毎年1月2日にも休刊日あり）を除き毎日発行。ただし、最近では、1998年長野オリンピック時に、本来の休刊日を返上して、臨時に朝刊を発行したことがある。主な内容は以下のとおり。
- 天気
  - 1面記事下と第2社会面に分けて掲載される。2008年までは1面の記事によっては別面に掲載されることもあった。
  - 2020年2月までは1面記事下にまとめて掲載されていたが、1面のレイアウト変更で一部内容が第2社会面に移転された。
  - 1面記事下（卓上四季の右側）に道内18地点（札幌、新千歳空港、小樽、岩見沢、函館、江差、室蘭、苫小牧、浦河、旭川、留萌、稚内、紋別、網走、北見、帯広、釧路、根室）及び東京の時間別気象と3日後までの気象を掲載
  - 第2社会面には道外主要都市（青森、仙台、新潟、名古屋、大阪、福岡、那覇）の3日後までの気象と前日の道内・道外各地の気温・天気、こよみ（翌日の月齢、日出・日入・月出・月入時刻〈札幌、函館、旭川、釧路〉、満潮・干潮時刻〈小樽、函館、稚内、釧路〉）を掲載
- ニュースダイジェスト[注 4]
  - 1面題字下に主要記事数本の要約を当日の紙面の目次を兼ねる形で掲載。その他、前日に北海道日本ハムファイターズ・北海道コンサドーレ札幌・レバンガ北海道の試合があれば、そのスコアも掲載する。
  - 2020年2月までは1面記事下（卓上四季の右側）に掲載されていたが、重大ニュースなど1面が特別編成となる場合はコーナーが縮小され、要約記事の掲載本数が絞られることがあった。
- 卓上四季（コラム）
  - 1面記事と1面最下段の広告の間に掲載
- 私のなかの歴史
  - 原則として火曜日 - 土曜日付の5面に掲載。元は夕刊に掲載されていたが、夕刊の休刊により朝刊に移動した。
  - 北海道ゆかりの著名人による自伝風連載読み物。イメージは日本経済新聞連載の『私の履歴書』に近い。
  - 連載回数は人により異なる（横路孝弘〈元衆議院議長・北海道知事〉は35回、倉本聰〈脚本家〉は20回、モンキー・パンチ〈漫画家、浜中町生まれ〉は10回など）。過去のバックナンバーの一部については北海道新聞デジタルにも掲載されている。
- 社説
  - 7面に掲載（日によっては5面。極めて稀だが重大ニュースに関する内容の場合は1面に掲載される場合もあった）
- 読者の声・うそクラブ（投書欄）・一筆軽笑（デザイン部による風刺漫画）
  - 7面に掲載（日によっては5面）
- どうしん川柳（斎藤一無選）
  - 7面。7句掲載されるが、そのうち1句は小学生・中学生・高校生の投句から採用され、居住市町村・氏名に加え学校名・学年（年度を跨ぐ場合は投稿時点における学校名・学年）も掲載される。
  - 2020年の紙面レイアウト変更までは第4社会面（設定のない日は第3社会面）に掲載されていたが、2017年以前と同様に社説と同じ面に戻る形になった。
- 今日の話題（記者による署名入りコラム）
  - 原則として土曜日・日曜日付の7面に掲載。夕刊休刊前までは毎夕刊の1面に掲載されていた。
- はいはい道新
  - 7面。週に数度、不定期に掲載。電話・FAX・はがき・インターネットにより投書を行う方式で、紙面上には匿名で掲載される。ただし投書の際には住所・氏名・年齢などの記載が必要となる。
  - ご近所関係に係る不満や官公庁等に対するクレームの掲載が多い。そのほかに自らの体験談の掲載もある。
  - 夕刊休刊前までは土曜日を除く毎夕刊に掲載されていた（1989年頃は○曜ぷらざのワンコーナーで木曜日休載だった）。
- 政治漫画（1コマの風刺漫画）
  - 7面。週に数度、不定期に掲載。こうま・すう作
- 株価
  - 東証プライム、スタンダード、グロース、札証について掲載
- いずみ（女性向け投書欄）
  - 生活面に掲載
- 二世・易八大のきょうの運勢
  - 7面に掲載。2020年2月から第2テレビ番組欄に掲載されてきたが、その後第2テレビ番組欄の大幅縮小（後述）に伴い社説などと同じ7面に移動した。
- 第2テレビ番組欄（BS）と解説欄・ラジオ番組欄
  - 2023年現在で内容は大幅に縮小されており、スポーツ面記事下[注 5]に後述各局の番組表のみを掲載している。NHK連続テレビ小説の1週間の見どころや北海道内のテレビ番組視聴率（ビデオリサーチ調べ）が掲載される場合など欄の範囲が広がる日もある（その際はスポーツ面とは別の面に掲載する）が、それでも全体で1面の半分程度に留まる。
  - AM・FM・短波ラジオ…HBCラジオ、STVラジオ、NHK第1・第2・FM、AIR-G’、FM NORTH WAVE、ラジオNIKKEI
  - BS…WOWOWプライム、BS10スターチャンネル[注 6]、GAORA、放送大学、BS10[注 7]、BSよしもと[注 8]
    - 掲載順番は上段左（左上）から右にかけてAIR-G’、NHK-FM、FM NORTH WAVE、HBCラジオ、STVラジオ、NHKラジオ第1、NHKラジオ第2、ラジオNIKKEI、放送大学。下段左（左下）から右にかけて（ラテ欄内記号の凡例）、WOWOWプライム、GAORA、BS10スターチャンネル、BS10、BSよしもと。
    - ラジオNIKKEIとBS各局はハーフサイズで掲載（WOWOWプライム、GAORA、BS10スターチャンネルの各チャンネルはスペースの関係でハーフサイズ相当を2列に分けて掲載）。
    - 2018年11月30日付朝刊まで掲載されていた在京AMラジオ局の深夜放送（TBSラジオ、文化放送、ニッポン放送、アール・エフ・ラジオ日本の0:00 - 5:00放送分をハーフサイズ1列分にまとめて掲載）は翌日から放送開始されたNHK BS4Kに置き換えられ掲載が打ち切られた。そのNHK BS4Kも2023年12月1日に行われたNHKの衛星放送チャンネル再編によるBSプレミアムとの統合を受けて前日付朝刊で打ち切りとなり、BSよしもとに置き換えられている。
    - 2020年2月からGAORAの掲載を開始した一方、Dlife、J SPORTS1・2・3・4は二世・易八大のきょうの運勢に置き換える形で掲載が打ち切られた。その二世・易八大のきょうの運勢も後に社説やどうしん川柳などと同じ7面に移動している。
    - 放送大学はテレビのみ掲載。なお、放送大学は2011年9月30日付朝刊までは「CS205ch」として表記していたが、2011年10月1日付朝刊からBSデジタル放送開始に伴い「231ch」としての表記となった。
    - WOWOWプライムは、2018年3月31日付朝刊までは最終面のNHK BS1、BSプレミアムの下に2列に分ける形で掲載していた。これと入れ替わる形でBS11、BS12TwellVが最終面に移動した。
    - J SPORTS（1・2）は以前にも掲載されていた時期があったものの、BS11、BS12TwellVの掲載に伴い2007年11月30日付朝刊で一旦打ち切りとなった。2012年3月1日付朝刊から新たに掲載されるJ SPORTS3・4の番組欄とともに掲載を再開したが、前述の通り2020年2月に再び掲載が打ち切られた。
    - BSスカパー!は閉局に伴い2022年10月31日付朝刊で打ち切りとなった。

  - かつては、NHKデジタル教育テレビジョン（Eテレ）サブチャンネル（2009年4月6日よりワンセグ独自編成も追加。1/3サイズ。）も掲載されていたが、WOWOWライブ、WOWOWシネマ、BSスカパー!の掲載に伴い、2011年9月30日付朝刊で打ち切りとなった。
  - 解説欄が広めに取られていた頃は、UHB『みんテレ』の番組紹介（紹介の最後に「協力・北海道新聞」のクレジット付き）が掲載されていた。
  - ごく稀にHBCラジオの番組欄にピンクの背景色が付くことがあったが、少なくとも2010年代後半には見られなくなっている。
- おくやみ
  - 1997年10月6日付朝刊より全道について掲載。それ以前は発行地域の地方欄に掲載されていた。
- 地方欄
  - 道内各地方のローカル記事掲載面、分量にして3 - 4面分に相当する。
  - 札幌及び同近郊の場合、「札幌」「札幌圏」として掲載
  - 映画館案内もこの欄に掲載される。
  - 地域によりケーブルテレビ、コミュニティFM局の番組欄（前者は専門チャンネルからの注目番組、後者は自社制作番組のみ掲載[注 9]）。
- ねえ、ぴよちゃん（青沼貴子作）
  - 第1社会面に掲載する4コマ漫画
- テレビ番組欄（最終面）
  - 地上波…NHK総合・Eテレ（教育）、UHB、HBC、STV、HTB、TVh（フルサイズで掲載）
    - 以前、地上波は年代によりHBC、NHK総合・教育、STV〈1968年11月以降はHTBも追加〉の順、UHB、NHK総合・教育、HBC、STV、HTBの順（1972年4月以降）、NHK総合・教育、UHB、HBC、STV、HTBの順（1985年頃のレイアウト変更以降）、NHK総合・教育、UHB、TVh、HBC、STV、HTBの順（1989年10月以降）に掲載されていた時期もある。

  - BS…NHK BS、NHK BSプレミアム4K（地上波番組欄の横にハーフサイズで掲載）、BS11 イレブン、BS12（1/3サイズでNHK BSの下にBS11 イレブン、BSプレミアム4Kの下にBS12をそれぞれ掲載。2018年3月31日まではWOWOWプライム、2011年3月31日まではNHK BSハイビジョンを掲載）、BS日テレ、BS朝日、BS-TBS、BSテレ東、BSフジ（地上波番組欄の下段に1/3サイズで掲載）。
  - 2018年3月31日までBS11 イレブン・BS12の部分にWOWOWプライムを2列に分けて掲載していたが、翌日から第2テレビ番組欄に移動した。
  - 休刊日の前日は2日分の掲載のため、ラジオ欄とともに掲載ページを中面に移動することがある。その際には最終面が全面広告となる。
  - また、北見版のテレビ欄ではこれまで網走管内全域でTVhが直接受信できなかったため、1998年4月からTVhの個所はポスフール北見店や北見信用金庫などの地元網走管内の広告に差し替えられ、近年では地元企業の広告が左端に掲載されていたため、非掲載のTVh以外の各局の欄が右側にずれて掲載されていた。なお、網走管内では2011年10月28日に網走送信所・北見中継局の試験電波が発射されたことに伴い、前日付をもって地元広告の差し替えは終了した[注 10]。そのため、普及型アンテナで直接受信できない地域でも、高利得アンテナやブースターで直接受信可能な地域（特に放送エリアの境界付近）があることに配慮し、道内全域でそのままTVhの番組欄が掲載されている。以前は解説欄には「一部地域ではTVHは受信できません」と記載されていたが、2010年3月29日付の番組欄レイアウト変更により記載されなくなった。
  - 2008年6月2日より番組欄の文字と掲載範囲が若干大きくなった（地上波のみ。BS・ラジオ番組欄は変更なし）。
  - 2011年7月23日までWOWOWはアナログ（2011年3月まで第2テレビ番組欄。それ以降はNHK BS1、BSプレミアムの下に掲載）・デジタル（第2テレビ番組欄）で別々に掲載されていた。
  - 2011年7月24日に番組欄レイアウトが一部変更され、これまで地上波テレビの番組欄上部にあった主要地域のアナログ放送チャンネルの表記が無くなり、放送局名（下段には電話番号）とリモコンキーIDのみの表記となった。
- 朝刊の定価は、以前は110円と他の全国紙（朝日・毎日・読売）より安かったが、北海タイムスの休刊後に全国紙と同じ値段に値上げされた。夕刊が休刊となった2023年10月以降も1部売りは150円に据え置かれていたが[5]、新聞発行コストの上昇を理由に2024年6月1日から1部売りを180円に改定することを決めた[20]。
- 朝刊はJR青森駅売店でも販売されている。14版の早版で、函館支社エリアの道南版、渡島・檜山版が発売されている。また、北海道新幹線・東北新幹線のグランクラスにも搭載され、グランクラス利用者向けの車内サービスに供される[注 11][24]。
- 北海道外からの購読も受け付けている。東京23区内であれば北海道内と同じ月極め購読料で23区内の日本経済新聞取扱販売所から配達される（ただし配達は1～2日遅れとなる）。その他の地域は第三種郵便物による郵送となる[25]。

### 折り込み
- ななかまど
  - 無料情報紙ライナーネットワークに対抗すべく、旭川市に密着した生活情報を中心に掲載。
  - 2018年9月現在、毎週金曜日の朝刊に折り込みで入る（旭川市と近郊8町および深川市・和寒町・剣淵町・士別市限定）。なお、旭川市内では道新を購読していない世帯にも配布されている（旭川市内でも一部未配布の地域がある）。
  - 2013年9月までは毎週金曜日の夕刊（祝日の場合は前日の木曜日夕刊）折込であった[注 12]が、2013年10月以降は金曜日の朝刊折込に変更され、配布エリアはこれまでの道北全域から旭川市と近郊8町および深川市・和寒町・剣淵町・士別市に規模を縮小している（旭川市内全戸配布はこれまで通り[注 13]）。
- 道新こども新聞「週刊まなぶん」
  - 土曜日の朝刊に折り込みで入る。タブロイド版8ページ。1994年11月5日から2015年2月28日まで夕刊で発行された、「道新小学生新聞フムフム」をリニューアルする形で、2015年3月7日開始。
  - 漫画「どきどき動物学園」（まるはま作）を連載。

## 日曜版（日曜Navi）
日曜日に折り込みで入る。全8ページ
- 小説
- 漫画
  - 『フレッシュ!すももちゃん』（1997年 - 1998年、のむらしんぼ作）
  - 『マジックピータン』（1998年4月5日 - 1999年9月26日、にしみやおさむ作）
  - 『星見が森の風太』（1999年10月5日 - 2007年3月25日、しもん雅之作）
  - 『おーい! 動物キャラバン』（2007年4月2日 - 2008年10月、いがらしゆみこ作）
- 占い (3面下部)
- パズル (6面下部)
  - クロスワードパズル
  - どこが違う?
  - 推理パズル
  - 数独など
- 日曜文芸 (7面上部。俳句、短歌、詩など)
- おしゃべりルーム (7面下部中)
- 詰め将棋・詰め碁 (7面下部右)
- 1週間のテレビ番組表（2008年12月 - ）
  - 3〜4面に地上波7局とNHK BS、NHK BSプレミアム4K、WOWOWプライムを掲載。
  - 5面にBS日テレ、BS朝日、BS-TBS、BSテレ東、BSフジ、WOWOWライブ、同シネマ、BS11 イレブン、BS12、BSよしもとを掲載。
  - 6面上部に『テレビ 1週間の見どころ』を掲載。

### 番組表の補足
- 日曜版に掲載（2008年11月までは木曜日夕刊別刷りの「おふたいむ」に掲載）の1週間分のテレビ番組表および系列紙道新スポーツのテレビ番組表は全道版として扱うため、上記の受信不可能だった地域であってもテレビ北海道（TVh）の番組欄は開局時より掲載されている。

## 地方版一覧
北海道新聞の地方版は配布場所によって大きく変わる。平日の朝刊には、おおまかに、ブロック単位（道北、道南など）、振興局単位（渡島・檜山など）、市町村単位（札幌、小樽など）の3ページの地方版が掲載される（日・月曜や休日は統合版になる）。
読売新聞北海道支社、朝日新聞北海道支社、毎日新聞北海道支社が発行する各新聞も、おおむね3 - 4ページの地方版を掲載しており、各紙とも北海道においては地方版を重視する傾向にあると言える。

### 本社（道央）エリア
道央エリアのみ「Oh!さっぽろ」「現代かわら版」が入り、地方版は4ページになる日がある。
- 札幌圏版（石狩管内向け。統合版も）
  - さっぽろ圏版（石狩管内向け）
  - 札幌版（札幌市内向け）
  - 石狩・当別版（石狩市、当別町向け）
  - 江別版（江別市、新篠津村向け）
  - 北広島版（北広島市向け）
  - 千歳・恵庭版（千歳市、恵庭市向け）
- 小樽・後志版（後志管内向け。統合版も）
- 苫小牧・日高版（胆振管内東部、日高管内全域向け。統合版も）
  - 苫小牧圏版（胆振管内東部、日高管内全域向け）
    - 苫小牧版（白老町以東の胆振管内向け）
    - 日高版（日高管内向け）
- 室蘭・胆振版（登別市以西の胆振管内向け）
- 空知版（空知管内向け。統合版も）
  - 岩見沢・南空知版（美唄市以南の空知管内向け）
  - 中・北空知版（奈井江町以北の空知管内向け）

### 旭川支社（道北）エリア
- 道北版（上川管内、留萌管内、宗谷管内向け）
  - 旭川・上川版（上川管内向け。統合版も）
    - 旭川版（旭川市、東神楽町、東川町、美瑛町、鷹栖町、当麻町、比布町、愛別町、上川町）
    - 富良野版（富良野市、上富良野町、中富良野町、南富良野町、占冠村）
    - 名寄・士別版（名寄市、士別市、和寒町、剣淵町、幌加内町、下川町、美深町、音威子府村、中川町）

  - 留萌・宗谷版
    - 留萌・宗谷版（留萌管内、宗谷管内向け）

### 函館支社（道南）エリア
- 道南版（渡島管内、檜山管内向け。統合版も）
  - 函館版（函館市、北斗市、七飯町向け）
  - 渡島・檜山版（函館市、北斗市、七飯町以外向け）　※青森駅売店での販売分は、渡島・檜山版

### 北見支社（オホーツク）エリア
- オホーツク版（オホーツク管内向け）
  - オホーツク北見版（北見市、訓子府町、置戸町）
  - オホーツク遠軽・紋別版（紋別市、遠軽町、湧別町、佐呂間町、滝上町、興部町、西興部村、雄武町）
  - オホーツク網走・美幌版（網走市、美幌町、津別町、大空町、斜里町、小清水町、清里町）

### 釧路支社（道東）エリア
- 道東版（釧路管内、根室管内向け）
- 道東ワイド版 日曜日（釧路管内、根室管内、十勝管内、オホーツク管内向け）
  - 釧路・根室版（釧路管内、根室管内向け）（2009.4 -  釧路管内向けの「くしろ」版、根室管内向けの「くしろ・ねむろ」版を統一し、「くしろ・ねむろ」版となった）
    - 釧路（圏）版 （2009.4 - 、釧路市、釧路町、鶴居村、白糠町向けの「釧路版」と、厚岸町、浜中町、標茶町、弟子屈町向けの「釧路（圏）版」が統一され、釧路管内向けは「釧路（圏）版」となった。釧路市の広域合併前は、釧路市、釧路町が「釧路版」、旧阿寒町、旧音別町、白糠町、鶴居村、標茶町、弟子屈町、厚岸町、浜中町が「釧路（圏）版」だった）
    - 根室版（根室管内向け）

### 帯広支社エリア
- 十勝・帯広版（十勝管内向け）

## 注目を浴びた報道
- 2003年、他紙に先駆けて北海道警察の裏金疑惑を報道し、道警側にその存在を認めさせた（北海道警裏金事件）。これら一連の報道によって、2004年の日本ジャーナリスト会議大賞、日本新聞協会賞、第52回菊池寛賞、2005年第9回新聞労連ジャーナリスト大賞受賞。
- 2013年、北方領土問題を巡る日ロ交渉を根室・羅臼などの現場の視点から取材した連載『日ロ現場史―終わらない戦後』が日本新聞協会賞を受賞[26]。

## 誤報・不祥事
- 1954年9月、当時、北海道深川市の深川西高校生がつくった人形劇やコーラスを行うサークル「あゆみ会」の会員が日本共産党が当時行った軍事訓練に参加し、共産主義色の強い人形劇を公演していると北海道新聞などが報道した。高校二年生の会長は新聞社に対する抗議の遺書を残して自殺。北海道新聞は同年10月の社説で、事実上誤報を認めた[27]。
- 1982年4月2日、同紙に周遊券を何回でも交換して北海道の鉄道旅行を続ける行為を「旅の知恵」とした記事が掲載された。内容は有効期限間近の北海道ワイド周遊券を持った旅行者が多くの有効期限を持ったまま北海道を離れる旅行者の周遊券を交換するもので、これは不正乗車に当たる[28]。しかし同紙は「この使用方法は気づかなかった」と国鉄関係者の談話を載せるまでして不正ということに気づいていなかった。この記事が鉄道雑誌「旅と鉄道」1982年夏号に紹介されると問題化され、同紙は7月8日に事実上の訂正記事を載せた。
- 2003年10月6日の朝刊1面と社会面で、2003年十勝沖地震で発生した出光興産北海道製油所（苫小牧市真砂町）火災について、出光興産が原油漏れの隠蔽工作を行っていたと報道。だが、そのような事実は存在しなかったことが後日判明し、23日朝刊で「不十分な取材に基く慎重な分析と検討を怠った報道」と誤報を認めた上で謝罪した。また、この報道に関係した本社編集局長や苫小牧支社の記者など計8名が戒告・減給などの処分を受けた[29][30]。
- 2005年3月13日の朝刊で、北海道警察と函館税関が覚せい剤の「泳がせ捜査」に失敗し、大量の覚せい剤と大麻が北海道内に流入した疑いがあると報道したが、「泳がせ捜査」の実態が確証あるものではなく、伝聞に基づく「不適切な記事」だったとして、2006年1月14日の朝刊で「おわび」の記事を掲載[31][32]。しかし記事の訂正には応じない姿勢を示したため、道警が記事の削除と結果説明を要求したが、削除についても拒否の態度を示した[33][34]。
- 2007年に発覚したミートホープ事件に関して、2006年にミートホープ元役員による内部告発を同紙に行ったが、同紙及びNHKはこの告発を黙殺、結局翌年朝日新聞が調査・報道した事で事件が発覚した[35]。
- 2014年11月17日、朝日新聞の慰安婦関連の記事取り消しを受けて、同様に慰安婦関連記事を掲載していた北海道新聞は朝刊1面に「『吉田証言』報道をおわびします」と題して社告を掲載し、1991年11月から1993年9月にかけて8回（うち1回は共同通信配信の記事）掲載した吉田証言関連の記事をすべて取り消すと発表した[36][37]。社告では「調べた結果、その証言内容は信憑（しんぴょう）性が薄いと判断しました。検証が遅れ、記事をそのままにしてきたことを読者の皆さまにおわびし、記事を取り消します」と説明し[36]、同日に掲載した検証記事では「生前の吉田氏に再取材しておけば、早い段階での事実確認が可能だったかもしれない」と述べた[38]。
- 2016年2月11日に配信した「島尻北方相『歯舞』読めず 11月に視察したばかり 元島民ら『残念』『勉強を』」という島尻安伊子北方相の記者会見での発言を問題視する記事を、歯舞に「ほぼまい」というルビを付けたまま配信した。その約1時間後に別の社員が誤りに気付き、ルビを正しく修正した。この件について、北海道新聞社は「今後このような誤りを二度と繰り返さないよう、細心の注意を払ってまいります」とコメントを発表した[39]。
- 2021年6月22日　旭川医科大学長選考会議が非公開で行われていた同日午後4時30分ごろ、当時22歳の記者が大学内に侵入し、会議室付近の廊下にいたところを大学職員に取り押さえられ、建造物侵入の現行犯で逮捕された[40]。2022年3月16日、この記者と、建物内での取材を指示した40代の記者が同容疑で書類送検された[41]。その後2人とも不起訴処分となった[42]。4月12日付朝刊で、常務取締役編集局長の管理監督責任を問い、役員報酬減額10分の3（1か月）とする処分を公表した[43]。